# Unreleased & Revamped
Unreleased & Revamped — музичний альбом гурту Cypress Hill. Виданий 1996 року лейблом . Загальна тривалість композицій становить . Альбом відносять до напрямку реп.

## Список пісень
1. «Boom Biddy Bye Bye (Fugees Remix)»
2. «Throw Your Hands in the Air»
3. «Intellectual Dons»
4. «Hand on the Pump (Muggs' Blunted Mix)»
5. «Whatta You Know»
6. «Hits From the Bong (T-Ray's Mix)»
7. «Illusions (Q-Tip Remix)»
8. «Latin Lingo (Prince Paul Mix)»
9. «When the Ship Goes Down (Diamond D Remix)»

## Хіт-паради
| Рік  | Чарт                   | Позиція |
| ---- | ---------------------- | ------- |
| 1996 | The Billboard 200      | 21      |
| 1996 | Top R&B/Hip-Hop Albums | 15      |